# Tramwaje w Iowa City
Tramwaje w Iowa City − zlikwidowany system komunikacji tramwajowej w Iowa City w Stanach Zjednoczonych, działający w latach 1910−1953.

## Historia
Tramwaje w Iowa City uruchomiono 1 listopada 1910. Od początku były to tramwaje elektryczne. Wkrótce otwarto linię podmiejską do Cedar Rapids. W 1915 przypadł szczyt komunikacji tramwajowej w Iowa City. Później wybudowano linię do City Park. Od 1920 rozpoczęto stopniową likwidację systemu, który był zastępowany liniami autobusowymi. Ostatecznie tramwaje miejskie w Iowa City zlikwidowano 16 sierpnia 1930. Wówczas pozostała jedynie linia podmiejska do Cedar Rapids, którą zlikwidowano 30 maja 1953. Szerokość toru na liniach wynosiła 1435 mm. 